# 贝尔根 (贝尔根-恩克海姆)
貝爾根（德語：Bergen，發音：[ˈbɛʁɡn̩] ⓘ）是德國黑森州曾經的一個市鎮。目前，它是法蘭克福貝爾根-恩克海姆區的一部分。這裡是七年戰爭期間貝爾根戰役的發生地。